# Accattone
 (décembre 2017).
Si vous disposez d'ouvrages ou d'articles de référence ou si vous connaissez des sites web de qualité traitant du thème abordé ici, merci de compléter l'article en donnant les références utiles à sa vérifiabilité et en les liant à la section « Notes et références ».
Pour les articles homonymes, voir Accattone (homonymie).
Pour plus de détails, voir Fiche technique et Distribution.
Accattone est un film italien réalisé par Pier Paolo Pasolini et sorti en 1961.
Présenté à la Mostra de Venise le 31 août 1961, il s'agit du premier film de l'artiste.

## Synopsis
Accattone (« mendiant » en italien) est un petit proxénète de banlieue qui fait travailler Maddalena. Ils vivent plus ou moins chez Nannina, l'épouse de Cicio, l'ancien souteneur de Maddalena qui a été dénoncé et purge une peine en prison. Un jour arrivent des amis de Cicio qui viennent régler un compte avec Accattone et Maddalena. Ils font boire Accattone puis emmènent Maddalena qu'ils violent, frappent et abandonnent. Celle-ci se retrouve entre les mains de la police et Accattone par conséquent sans gagne-pain. 
Celui-ci traîne sans argent, essaye d'en trouver en allant voir son ancienne épouse qu'il avait abandonnée avec son enfant. Celle-ci le rejette et sa famille le met dehors. Peu avant, il avait croisé Stella, une jeune fille pure et naïve. Lorsqu'il la recroisera, Accattone entreprendra de la séduire pour l'amener à se prostituer. Maddalena apprenant qu'Accattone a une nouvelle « protégée » décide, par vengeance, de le dénoncer. 
Mais Accattone séduit par la pureté de Stella, ne parvient plus à être le proxénète qu'il était.

## Fiche technique
- Titre : Accattone
- Réalisation : Pier Paolo Pasolini
- Assistants réalisateurs : Leopoldo Savona et Bernardo Bertolucci
- Scénario : Pier Paolo Pasolini
- Photographie : Tonino Delli Colli
- Montage : Nino Baragli
- Musique : Jean-Sébastien Bach
- Décors : Flavio Mogherini
- Son : Luigi Puri
- Collaboration aux dialogues : Sergio Citti
- Production : Alfredo Bini et Cino Del Duca
- Pays d'origine :  Italie
- Langue : Italien
- Format : Noir et blanc
- Genre : Film dramatique
- Durée : 115 minutes
- Dates de sortie : 
  -  Italie : 31 août 1961 (Mostra de Venise)
  -  Tchécoslovaquie : 1962 (Festival de Karlovy Vary)

## Distribution
- Franco Citti : Accattone
- Franca Pasut : Stella
- Roberto Scaringella : Cartagine
- Silvana Corsini : Maddalena
- Paola Guidi : Ascenza
- Adriana Asti : Amore
- Mario Cipriani : Balilla
- Piero Morgia (it) : Pio
- Polidor : Le fossoyeur
- Danilo Alleva : Iaio
- Elsa Morante : une détenue
- Gabriele Baldini (non crédité[1]) : l'intellectuel
- Luciano Conti : Il Moicano
- Luciano Gonini : Pide d'Oro
- Renato Capogna : Il Capogna
- Adriano Mazelli : le client de Amore
- Mario Catiglione, Dino Frondi, Tommaso Nuevo : amis de Cartagine
- Romolo Orazzi : le beau père d'Accattone
- Silvio Citti : Sabino
- Adriana Monetta : Margheritona
- Giovanni Orgitano : Lo Scucchia
- Sergio Citti : un serveur
- Massimo Cacciafeste : parent d'Accattone

## Genèse
Avant de passer à la réalisation Pier Paolo Pasolini avait déjà écrit plusieurs romans (Les Ragazzi, Une vie violente) dans lesquels il décrivait les faubourgs de Rome. Il reprend ces thèmes dans Accattone. « Par le cinéma, il veut un contact moins filtré socialement avec son public, qui aura une compréhension plus immédiate des images d’un film que des pages d’un livre ».
Il écrit le scenario durant l'été 1960 avec Sergio Citti, qui lui a appris le dialecte romain. Il ne tournera que plus tard, au printemps 1961, pour des problèmes de production et de choix de l'acteur principal qui sera bien Franco Citti, frère de Sergio Citti, comme il le désirait. Le film ne sortira qu'en 1962.

## Un regard sur la banlieue romaine
La banlieue de Rome est le décor permanent du film. Pasolini fréquentait ces lieux. Il y avait des amis et son goût pour les balades l’y amenait souvent. 
La plupart des scènes se passent via del Pigneto, non loin de la via Casilina, via Fanfulla da Lodi, quelques-unes via Baccina et à San Lorenzo et les dernières séquences au Testaccio (via Franklin et au Ponte Testaccio). C'est l'univers des « borgate » (banlieues), des terrains herbeux, désolés.
Son voyage en Inde, juste avant le tournage (il décrira cette expérience dans  L’odeur de l’Inde) semble être la genèse de son regard sur les quartiers populaires qui bordent Rome. Ce premier contact avec le « tiers-monde » survient entre les premiers essais montrés à Federico Fellini et le début du tournage. Il développe lors de ce voyage un goût pour l’architecture anarchique, délabrée, qui caractérise ces espaces urbains. Ce sont les vieux « bidonvilles » romains qui sont le plus souvent filmés et non les « villes nouvelles » qui poussent alors dans ce paysage d’après guerre.

## Un langage cinématographique nouveau
Le regard de Pasolini sur ces lieux est empreint de curiosité et de nostalgie. Les errances d’Accattone lui donnent l’occasion de balayer ces quartiers d’un lent mouvement de caméra, caméra contemplative face à la beauté rude de ces espaces et de ces corps.
Dès son premier film, Pasolini a l’ambition de créer un nouveau langage cinématographique. Ce qui l’intéresse dans le cinéma, c’est le pouvoir, dans ce nouveau langage artistique, d’exprimer ce que ne peut  exprimer la littérature ou la poésie.
Fellini critiquera durement la mise en scène de Pasolini. Il lui fait part de ses réserves concernant sa technique : présence de mauvais cadrages, mouvements de caméra, omniprésence du travelling. Toutes ces critiques toucheront Pasolini mais ne lui feront pas changer d’avis. Les travellings sur les personnages errants dans la banlieue alternent avec des plans plus serrés sur les visages et les corps. Pasolini assume cette mise en scène : « même rythme rapide, pressé, plat, d’un premier jet, fonctionnel, sans couleur et sans atmosphère, tout contre les personnages ».
Certains plans semblent être arbitraires, présents sans raisons apparentes. Pasolini recherche grâce à un montage fragmenté, à rendre la caméra « observateur invisible », regardant les personnages se débattre sans jamais intervenir.

## La musique dans Accattone
Pasolini a beaucoup réfléchi à l’utilisation du son et de la musique sur Accattone. Il cherche à canaliser les émotions du spectateur, mais aussi à surprendre et à donner une force pathétique aux actions des personnages. La bande-son est souvent en décalage avec les images montrées. Par cette utilisation qui peut sembler paradoxale de la musique, Pasolini veut transcender les scènes triviales de la vie populaire au rang du religieux.
C’est Bach qui a été choisi pour maintenir le film dans cette tension entre réalisme et sacralité. Pasolini considérait en effet la musique de Bach comme : « (…) la musique en soi, la musique dans l’absolu ».
Inspiré notamment du travail de Bresson qui utilise de cette manière Mozart dans Un condamné à mort s'est échappé, Pasolini impose une musique qui se veut rituelle. D’ailleurs, à chacun de ses films un univers musical précis apparaîtra. Ainsi, ce sera Vivaldi dans Mamma Roma puis Mozart dans Théorème. L’apparition de la musique dans Accattone exprime la fatalité du destin et l’aspect inéluctable de la tragédie se jouant devant nous. Pasolini dira à ce sujet : « La musique s’adresse au spectateur et le met en garde, lui fait comprendre qu’il ne se trouve pas en présence d’une bagarre de style néo-réaliste, folklorique, mais d’un combat épique qui débouche dans le sacré, dans le religieux ».